# Jacques Misonne
Jacques Misonne (n. 11 decembrie 1892, Leuven, Province of Brabant⁠(d), Belgia – d. 25 septembrie 1968, Haut-Ittre⁠(d), Valonia, Belgia) a fost un sportiv ce a reprezentat Belgia, medaliat olimpic. A participat la 3 ediții ale Jocurilor Olimpice (1920, 1924, 1928) în care a câștigat o medalie de bronz.